# اریک (بازیکن فوتبال، زاده ۲۰۰۱)
اریک (انگلیسی: Erik؛ زادهٔ ۱۸ فوریهٔ ۲۰۰۱) بازیکن فوتبال اهل برزیل است.
از باشگاه‌هایی که در آن بازی کرده‌است می‌توان به باشگاه ورزشی اینترناسیونال اشاره کرد.